# 동구도서관
부산광역시 동구도서관은 부산광역시 동구에 있는 구립 도서관이다.

## 연혁
- 1996. 12. 30 도서관 신축인가
- 1997. 12. 29 도서관 직제 승인
- 1998. 04. 09 도서관 개관

## 시설현황
- 3층: 시청각실, 성인열람실, 일반열람실, 여자열람실
- 2층: 교양강좌실, 종합자료실
- 1층: 사무실, 어린이자료실, 디지털자료실
- 지하1층: 식당, 기계실

## 이용 안내
이용 시간
휴관일
- 매주 월요일
- 국경일
- 정부지정 공휴일